# Coroană slovacă
Coroana slovacă (în slovacă Slovenská koruna) a fost unitatea monetară oficială a Slovaciei. Codul ISO 4217 este SKK. 
Subdiviziunea este reprezentată de halieri (1 coroană = 100 halieri, în slovacă halierov).
Simboluri: coroană: Ks / SKK, halier: h.
Monedele și bancnotele au următoarele valori nominale:
- monede: 50 h, 1 Sk, 2 Sk, 5 Sk, 10 Sk
- bancnote: 20 Sk, 50 Sk, 100 Sk, 200 Sk, 500 Sk, 1000 Sk, 5000 Sk

Slovacia a adoptat la 1 ianuarie 2009 moneda unică euro. 

## Istorie

### Prima Republică Slovacă
Ca urmare a Primului arbitraj de la Viena, consecință a Acordurilor de la München din 1938, mai multe regiuni ale Cehoslovaciei au fost cedate Germaniei, Poloniei și Ungariei, aceste regiuni adoptând monedele țărilor respective. La 15 martie 1939, Armata germană a ocupat vestul Cehoslovaciei și s-a format așa-numitul Protectorat al Boemiei și Moraviei, unde s-a emis coroana Boemiei și Moraviei, care a circulat până în 1945. 
La 14 martie 1939 dieta autonomă slovacă a proclamat prima Republică Slovacă. Ca urmare, în Slovacia s-a emis coroana slovacă (în slovacă koruna slovenská). Abrevierea denumirii acelei monede era Ks.
Republica Slovacă era aliată cu Germania nazistă, dar Slovacia de astăzi nu este considerată stat succesor al acelui stat.
După eliberare, în mai 1945, s-a reinstituit Republica Cehoslovacă, în frontierele din 1938, iar coroana cehoslovacă a fost restabilită, înlocuindu-se la paritate cele două monede precedente. La 29 iunie 1945, Rutenia Transcarpatică trecea în componența Uniunii Sovietice și adopta rubla sovietică.

### A doua Republică Slovacă
Ca urmare a revoluției de catifea din 17 noiembrie 1989, un guvern de înțelegere națională a fost instituit în Cehoslovacia.
În 1993, în concordanță cu procesul de disoluție a Cehoslovaciei, coroana cehoslovacă a fost scindată în două monede independente: coroana slovacă și coroana cehă.

Creată inițial cu o paritate în raport cu coroana cehă, coroana slovacă a cunoscut o devalorizare (1 CZK = 1,18 SKK în 2007).
Republica Slovacă a îndeplinit criteriile de admitere la mecanismul ratelor de schimb european (ERM II), din 28 noiembrie 2005, iar la 1 ianuarie 2009, Slovacia a adoptat moneda unică europeană, euro.